# Kingcrow

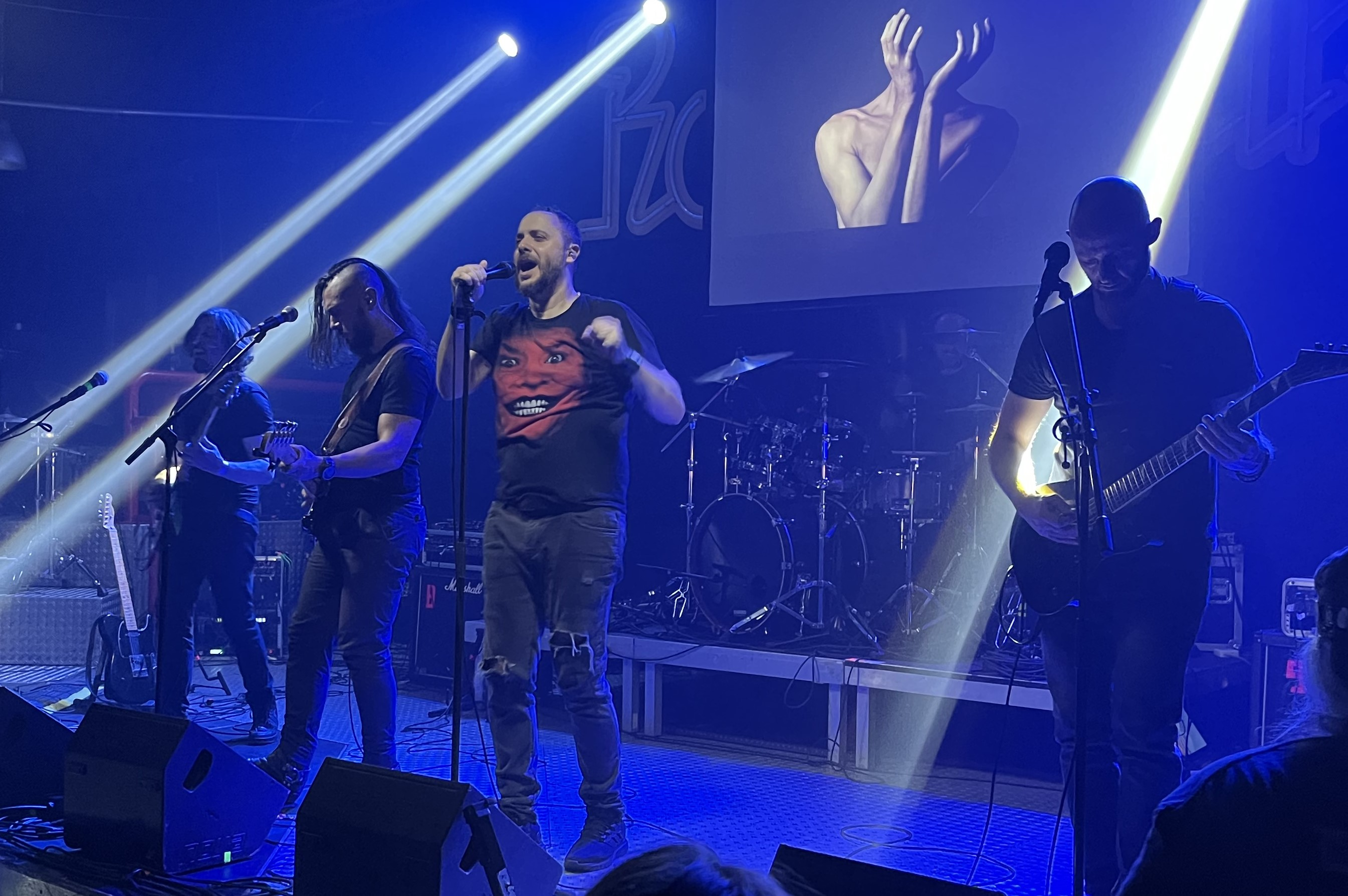
Kingcrow während eines Auftritts 2025

Kingcrow ist eine italienische Progressive-Rock- und Metal-Band aus Rom, die im Jahr 1996 unter dem Namen Earth Shaker gegründet wurde.

## Geschichte
Die Band wurde im Jahr 1996 von Gitarrist Diego Cafolla und Schlagzeuger Manuel Thundra Cafolla unter dem Namen Earth Shaker gegründet. Inspiriert durch ein Gedicht von Edgar Allan Poe benannte sich die Band bald in Kingcrow um. Zusammen mit Sänger Stefano Tissi veröffentlichten sie im Jahr 1997 das Demo Eyes of Memories. Das zweite Demo Hurricane's Eye wurde im Jahr 2000 veröffentlicht. Im Jahr 2001 veröffentlichte die Band das Debütalbum Something Unknown. Im selben Jahr stieß außerdem Ivan Nastasi als Gitarrist zur Band. Im Jahr 2002 wurde Sänger Tissi durch Mauro Gelsomini ersetzt. Im Juni 2003 nahm die Band ein weiteres Demo namens Matzmariels auf, dem im Folgejahr das Album Insider folgte.
In den Jahren 2004 und 2005 errichtete die Band ihr eigenes Aufnahmestudio in Rom. Die Band nahm das Album Timetropia auf und veröffentlichte es im Jahr 2006 über Lucretia Records weltweit. In den Jahren 2007 und 2008 folgten diverse Live-Auftritte zusammen mit dem neuen Bassisten Angelo Orlando. Die Band spielte dabei unter anderem auch auf dem Gods of Metal zusammen mit Iron Maiden und Judas Priest.
Im Februar 2009, während der Aufnahmen zum neuen Album Phlegethon, stieß Bassist Francesco D’Errico zur Band. Außerdem verließ Sänger Gelsomini die Band und wurde durch Diego Marchesi ersetzt.
Im Jahr 2010 veröffentlichte die Band das Album über Scarlet Records.

## Stil
Die Band spielt klassischen Progressive Metal, wobei die Stücke sehr abwechslungsreich gehalten sind. Die Musik dabei erinnert stellenweise an die Werke der Band Tool.

## Diskografie
- 1997: Eyes of Memories (Demo, Eigenveröffentlichung)
- 2000: Hurricane’s Eye (Demo, Eigenveröffentlichung)
- 2001: Something Unknown (Album, Videoradio Distribuzioni)
- 2003: Matzmariels (Demo, Eigenveröffentlichung)
- 2003: Insider (Album, Northwind Records)
- 2006: Timetropia (Album, Lucretia Records)
- 2010: Phlegethon (Album, Scarlet Records)
- 2013: In Crescendo (Album, Sensory Records)
- 2015: Eidos (Album, Sensory Records)
- 2018: The Persistence (Album, Sensory Records)
- 2025: Hopium (Album, Season of Mist)